# Рогуля, Евгений Петрович
Евге́ний Петро́вич Рогу́ля (1854 — не ранее 1906) — контр-адмирал, градоначальник Севастополя (1905—1906).

## Биография
Родился в 13 (25) декабря 1854 года. В 1872 году принят на службу в Российский императорский флот, в 1875 году был произведён в гардемарины, а в следующем 1876 году в мичманы.
В 1877 году был награждён орденом Святого Владимира IV степени с мечами и бантом, а 27 июля (8 августа) 1854 года произведён в лейтенанты. В том же году Евгению Петровичу была назначена пожизненная пенсия в размере 190 рублей в год. В кампанию 1878 года был награждён медалью «В память русско-турецкой войны 1877—1878».
В 1888—1891 годах старший офицер крейсера «Память Меркурия», был награждён орденом Святого Станислава II степени. В 1891—1892 годах служил командиром парусно-винтового транспорта «Бомборы».
В кампанию 1893 года был назначен командиром мореходной канонерской лодки «Кубанец», а в 1894 году парусно-винтового транспорта «Псезуапе». 6 (18) декабря 1894 года был награждён орденом Святой Анны II степени. В 1895 году служил командиром броненосца береговой обороны (поповки) «Вице-адмирал Попов».
В 1895 и 1896 годах — командир минного крейсера «Капитан Сакен». В кампанию 1896 года был награждён медалью «В память Царствования императора Александра III», в том же году окончил Артиллерийский офицерский класс Морского училища и был зачислен в артиллерийские офицеры второго разряда.
В 1896—1897 годах служил командиром минного крейсера «Всадник» (в составе эскадры Тихого океана).
6 (18) декабря 1897 года был произведён к капитаны 1-го ранга и назначен командиром мореходной канонерской лодки «Гремящий», в кампанию того же года был награждён бронзовой медалью «За труды понесенные при проведении 1-й всероссийской переписи населения».
В 1898 году награждён серебряной медалью «В память Священного коронования Их Императорских Высочеств».
С 1899 по 1901 год служил заведующим миноносцами и их командами в 28-м флотском экипаже. 1 (14) января 1903 года был назначен командиром эскадренного броненосца «Ростислав», которым командовал до 1905 года, а 6 (19) декабря 1903 года награждён орденом Святого Владимира III степени.
По состоянию на 1904 год был холост.
С 7 ноября 1905 года по 25 апреля 1906 года — Севастопольский градоначальник.
31 октября 1919 года убит в бою с махновцами в городе Александровске (Запорожье).